# Feu vert (signal ferroviaire)
Pour les articles homonymes, voir Feu vert.

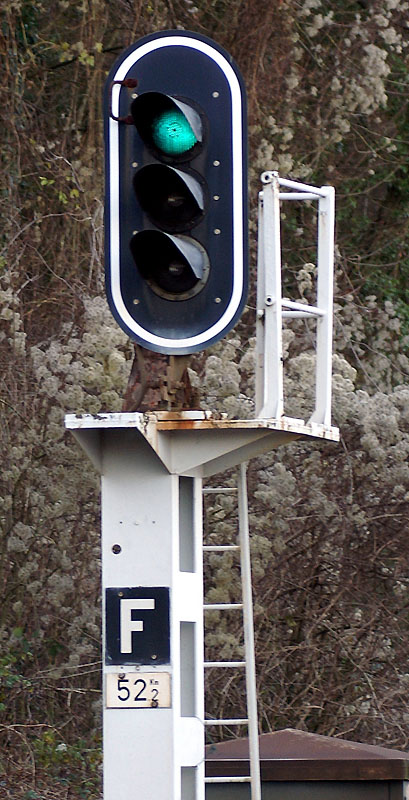
Feu de signalisation.

Le feu vert, aussi appelé voie libre, est un signal ferroviaire de type SNCF servant à la signalisation ferroviaire.

## Définition
En signalisation mécanique, il correspond aux signaux ouverts, c'est-à-dire aux cocardes tournées (donc masquées).

Le feu vert indique au conducteur que la circulation en marche normale est autorisée, si rien ne s'y oppose.

## Histoire
En 1935, la signification de la couleur des feux a changé, à la suite d'une convention internationale : la couleur blanche n'indique plus la voie libre, et le feu vert n'indique plus de ralentir.

## Comparaison rail-route
Un signal voie libre indique que la voie en aval du signal est dégagée de toute circulation et que le train peut y rouler à sa vitesse maximale autorisée. Le feu vert de la signalisation routière n'a pas la même signification : en effet, le conducteur d'un véhicule routier doit toujours régler sa vitesse en fonction de ce qu'il aperçoit devant lui.
En France, pour qu'un automobiliste puisse traverser un croisement, il faut d'une part que le feu soit vert et d'autre part que la voie soit libre.